# Weizhuang (socken i Kina, Shandong, lat 35,21, long 117,63)
Weizhuang (kinesiska: 魏庄乡, 魏庄) är en socken i Kina. Den ligger i provinsen Shandong, i den östra delen av landet, omkring 170 kilometer söder om provinshuvudstaden Jinan. Antalet invånare är 22035. Befolkningen består av 10 999 kvinnor och 11 036 män. Barn under 15 år utgör 18,0 %, vuxna 15-64 år 68 %, och äldre över 65 år 13,0 %.
Genomsnittlig årsnederbörd är 902 millimeter. Den regnigaste månaden är juli, med i genomsnitt 265 mm nederbörd, och den torraste är januari, med 5 mm nederbörd.